# Aphis folsomii
Aphis folsomii är en insektsart. Aphis folsomii ingår i släktet Aphis och familjen långrörsbladlöss. Inga underarter finns listade i Catalogue of Life.